# 北伊朗诸阿里王朝
9世纪—14世紀，有幾派阿里后裔建立王朝，統治領域在伊朗北部（位於裏海和厄爾布爾士山脈之間的塔巴里斯坦、德萊木、和吉蘭地區），這些王朝信仰的是伊斯蘭教什葉派中的宰德派分支，他們被稱為北伊朗诸阿里王朝，又称阿拉维王朝。
王朝中第一個，也是最強大的，被稱為宰德埃米尔国，於公元864年在塔巴里斯坦建立，一直持續到928年，在900年曾被薩曼王朝佔領而中斷，但在914年又由另一個分支所恢復。
王朝的第二段時期受到內部意見分歧，和兩個分支之間權力鬥爭所干擾，在928年被薩曼王朝再度征服。隨後，王朝的一些士兵和將軍投靠薩曼王朝，投靠者包括齊亞爾王朝的建國者馬爾達維季，以及白益王朝的建國者白益的三個兒子（艾哈邁德、阿里和哈桑）。
王朝的一些地方統治者在德萊木和吉蘭倖存下來，直到16世紀才告結束。

## 塔巴里斯坦的宰德埃米爾和伊瑪目名單
- 建國者哈桑·本·宰德（英语：Hasan ibn Zayd），採用的尊號是al-Da'i ila'l-Haqq（尊號英譯為“He who summons to the Truth（召唤真理者）”，在位期間公元864年到884年）。由於薩珊王朝入侵，他在869年和874年兩次被迫短暫放棄塔巴里斯坦而逃到德萊木。
- 穆罕默德·本·宰德（英语：Muhammad ibn Zayd）（哈桑·本·宰德的兄弟）也採用al-Da'i ila'l-Haqq的尊號（在位期間884年到900年）。由於哈桑·本·宰德逝世時，穆罕默德·本·宰德當時人在戈爾甘，阿布·侯賽因·艾哈邁德·本·穆罕默德（Ab'l-Husayn Ahmad ibn Muhammad）趁機篡奪塔巴里斯坦的統治權，為時幾個月。塔巴里斯坦在891–893年又短暫地被拉菲·本·哈薩瑪（英语：Rafi ibn Harthama）佔領，穆罕默德·本·宰德在900年試圖征服呼羅珊，但被薩曼王朝擊敗並遭殺害。薩曼王朝佔領塔巴里斯坦，而阿拉菲德朝廷則流亡到德萊木（公元900年到913年）。
- 哈桑·本·阿里·阿勒特魯斯（英语：Hasan ibn Ali al-Utrush）採用al-Nasir li'l-Haqq的尊號（尊號英譯為“Defender of the True Faith（捍衛真信仰者）”，在位期間公元914年到917年）。他是一位來自麥地那，阿里的後人，他讓吉蘭人和德萊木人皈依宰德派，並收復塔巴里斯坦。
- 阿布·穆罕默德·哈桑·本·卡西姆（Abu Muhammad Hasan ibn Qasim）也採用al-Da'i ila'l-haqq的尊號（在位期間公元917年到919年、919年到923年、927年到928年）。他是阿里的後人，曾是哈桑·本·阿里·阿勒特魯斯麾下的軍隊統帥，並被後者任命為繼承人。他的統治遭受哈桑·本·阿里·阿勒特魯斯的兒子及其眾多支持者（納西爾家族）的挑戰，他們在919年和923年短暫的奪權過兩次。他在德萊木人軍事將領馬坎·本·卡基（英语：Makan ibn Kaki）的幫助下重新奪回王位，直到他在與吉蘭人軍事將領阿斯發·本·斯魯亞作戰時陣亡。
- 阿布·胡薩因·艾哈邁德·本·哈桑（Abu'l-Husayn Ahmad ibn Hasan，姓氏為納西爾（Nasir））（在位期間919年到923年）。於919年先與他的兄弟共同統治，之後與阿布·穆罕默德·哈桑·阿爾·達伊和解，他短暫統治後在923年過世。
- 阿布·卡西姆·賈法爾·本·哈桑（Abu'l-Qasim Ja'far ibn Hasan，姓氏為納西爾）（在位期間919年，923年到925年）。各在919年和923年與他的兄弟（即上述的阿布·胡薩因·艾哈邁德·本·哈桑）共同統治，直到他兄弟在923年過世。
- 阿布·阿里·穆罕默德·本·阿布·阿勒·侯賽因·艾哈邁德（Abu Ali Muhammad ibn Abu 'l-Husayn Ahmad），姓氏為納西爾（在位期間925年到927年）。艾哈邁德·本·哈桑的兒子，在賈法爾·本·哈桑死後被選為埃米爾。他短暫被馬坎·本·卡基（德萊木人軍事將領）趕下台，馬坎·本·卡基扶持安曼·本·賈本（Isma'il ibn Ja'far）作為傀儡統治者，阿布·阿勒·侯賽因·艾哈邁德經由阿斯法·本·希魯亞（Asfar ibn Shiruya）的幫助，重新登上王座。
- 阿布·賈法爾·侯賽因·本·阿布·侯賽因·艾哈邁德（Abu Ja'far Husayn ibn Abu 'l-Husayn Ahmad），姓氏為納西爾（在位期間927年）。是阿布·阿里·穆罕默德·本·阿布·阿勒·侯賽因·艾哈邁德的兄弟，他被馬坎·本·卡基罷黜，後者安排阿布·穆罕默德·哈桑·阿桑·達伊（Abu Muhammad Hasan al-Da'i）登上王位。阿布·穆罕默德·哈桑·阿桑·達伊在阿斯法·本·希魯亞扶持下，又短暫擔任過伊瑪目，並尊薩曼王朝為宗主國。但後來被遷往薩曼王朝在布哈拉的朝廷。他在公元931年，藉由齊亞爾王朝的馬爾達維季的幫助試圖收復塔巴里斯坦，以失敗收場。